# Cierń (nowela)
Cierń (ang. Thornhedge) – amerykańska nowela fantasy z 2023 napisana przez Ursulę Vernon, piszącą pod pseudonimem T. Kingfisher. Opowiada na nowo historię Śpiącej Królewny. Polska wersja ukazała się nakładem wydawnictwa SQN w tłumaczeniu Dominiki Schimscheiner 27 marca 2024.

## Fabuła
Ropuszka strzeże wieży, która skrywa śpiącą księżniczkę. Ma nadzieję, że ludzie wkrótce zapomną o istnieniu tego miejsca i jej mieszkańcu.
Setki lat później, dwieście lat po wielkiej zarazie, która doprowadziła do śmierci połowę świata, do wieży zbliża się rycerz. Ropuszka próbuje go odstraszyć, jednak zamiast tego mężczyzna odkrywa jej obecność. Przedstawia się jako Halim i twierdzi, że szuka zaginionej księżniczki.
Ropuszka zaczyna opowiadać swoją historię Halimowi. Urodziła się jako ludzka księżniczka, a następnie została zamieniona z odmieńcem. Wychowała się w magicznym świecie pod pieczą istot przypominających żaby. Czas w magicznym świecie płynie jednak inaczej; gdy dorosła, w świecie ludzi minęło zaledwie siedem dni. Mogła więc wcielić się we wróżkę chrzestną Fayette, książniczki-podrzutka. Na prośbę bogini miała dać istocie dar polegający na tym, by nie krzywdziła innych osób. Ropuszka jednak zniszczyła czar, czyniąc go nieskutecznym i sama związując swój los z jej: zgodnie z nową wersją daru, to ona miała chronić księżniczkę, by nie krzywdziła innych. 
Gdy Fayette dorastała zaczęła stawać się coraz bardziej agresywna i nieprzewidywalna. Zaczęła od torturowania zwierząt. Pewnego razu jej opiekunka spadła ze schodów i zmarła, a Fayette zmieniła ją w chodzącą marionetkę. Ropuszka nie potrafiła się jednak zmusić do zabicia pięknego dziecka, dlatego uśpiła ją zaczarowanym snem. Po pięciu latach zamek opustoszał, król odszedł, a królowa popełniła samobójstwo. Ropuszka wyhodowała zaś wokół twierdzy cierniowy żywopłot, by chronić świat zewnętrzny przez Fayette.
Halim i Ropuszka weszli do wieży, przypadkowo budząc Fayette. Ta próbuje udusić swoją wróżkę chrzestną, na co Halim wypycha ją z wieży i tym samym zabija. Ropuszce ponownie ukazuje się bogini, mówiąca, że dar, który otrzymała dziewczyna i tak zabiłby ją, ponieważ tylko umarli nie mogą nikomu zrobić krzywdy. Istota pozwala wróżce chrzestnej wrócić do swojej rodziny. Ropuszka jednak wkrótce decyduje się jednak wrócić do świata śmiertelników, aby podróżować z Halimem. Ma jednak zamiar pewnego dnia powrócić do krainy magii.

## Nagrody
Cierń dostał Nagrodę Hugo za najlepsze opowiadanie.